# توم هال (لاعب كرة قاعدة)
توم هال (بالإنجليزية: Tom Hall)‏ هو لاعب كرة قاعدة أمريكي، ولد في 23 نوفمبر 1947 في توماسفيل في الولايات المتحدة.

## وصلات خارجية
- توم هال على موقع دوري كرة القاعدة الرئيسي (الإنجليزية)
- توم هال على موقعبيزبول رفرنس.كوم (الدوري الرئيسي) (الإنجليزية)
- توم هال على موقعبيزبول رفرنس.كوم (الدوري الثانوي) (الإنجليزية)
- توم هال على موقع إي إس بي إن.كوم (أم.أل.بي) (الإنجليزية)
- توم هال على موقع مشجعي الرسوم البيانية (الإنجليزية)